# Donald MacLaren
 (novembre 2018).
Donald Roderick MacLaren, né le 28 mai 1893 à Ottawa en Ontario et mort le 4 juillet 1988 à Burnaby en Colombie-Britannique, est un as de l’aviation canadienne durant la Première Guerre mondiale.
Il lui est attribué un total de 54 victoires confirmées. Après la guerre, il participe à la création de la Royal Air Force canadienne.

## Biographie

### Enfance
Donald MacLaren naît à Ottawa en Ontario, en 1893, de l'union entre Robert James et Mary Jeanie MacLaren. Ses parents déménagent dans un premier temps à Calgary, dans la province d’Alberta en 1899, puis à Vancouver en 1911. L’année suivante, MacLaren part à Montréal pour étudier à l’Université de McGill. Il abandonne cependant ses études en 1914 après une maladie et retourne par conséquent à Vancouver. Une fois remis, avec l’aide de son père et son frère, il débute un commerce de fourrure en un point reculé près de Rivière-La-Paix où il apprendra la langue locale, le cree. Par ailleurs, son père l'initiera à l'utilisation des armes à feu et à la chasse, à laquelle il se trouve être doué.

### Implication durant laPremière Guerre mondiale
En 1916, sa famille abandonne le commerce de fourrure pour participer à l’effort de guerre. Son père, déclaré en incapacité de rejoindre l’armée, obtient un poste à la commission impériale des munitions, instauré à l’époque pour superviser la manufacture du matériel de guerre.
Ses deux fils, en revanche, s’engagent tous les deux. Donald intègre le corps d’aviation. Il effectue son entraînement dans une école à Armour Heights, puis au Camp Borden en Ontario, avant de recevoir une formation complémentaire en Angleterre dans le centre d’entraînement numéro 43 de Ternhill. Il est ensuite transféré dans une école, celle des scouts de Bristol et les Sopwith Camel, complétant à l’occasion 9 heures d’entraînement de vol de combat en solitaire.
Le 23 novembre 1917, il est envoyé en France au sein de l’escadron numéro 46. Son premier combat aérien aura lieu en février 1918 où MacLaren abat avec succès un aviateur allemand qui était « hors de contrôle ».
Il est récompensé par l'obtention de la Croix Militaire pour la mission le 21 mars 1918 où il aide à détruire un train transportant des armes ennemies à l’aide de ses bombes, avant d’abattre un ballon et deux avions Luftverkehrsgesellschaft.
On lui attribue d’ailleurs la participation à la prise de contrôle d’un aéronef, de cinq ballons détruits et d’un détruit avec l’aide d’autres aviateurs, mais aussi les destructions de 15 aéronefs à lui seul, ainsi que six autres auxquelles il a participé.
Ces victoires lui furent attribuées en dépit du fait que son premier combat aérien n’eut lieu qu’au mois de février 1918 et qu’il n’a établi toutes ses victoires (54) qu’en 9 mois. Il aurait entre autres probablement abattu l’as Mieczysław Garsztka, le 2 octobre 1918 (avec l’aide des pilotes James Leith et Cyril Sawyer).
Quand le commandant de son escadron est tué dans un crash plus tard dans l’année, MacLaren se voit attribuer la charge de l’escadron.
À la fin du mois d’octobre 1918, après avoir échappé à une blessure au cours d’un combat, MacLaren se casse la jambe durant un match de lutte amical avec un autre membre de son escadron. À la suite de cela, il est renvoyé en Angleterre le 6 novembre et se trouve toujours à l’hôpital à l’annonce de l’armistice. Il sera décoré de la Distinguished Service Order pour son commandement de l’escadron durant les derniers mois de la guerre.

### Distinctions
Donald MacLaren a obtenu les décorations suivantes : la Military Cross avec agrafe, la Distinguished Flying Cross et la Distinguished Service Order. Il est aussi décoré de la Légion d’honneur française et de la Croix de Guerre.

### L’après-guerre
À son départ de l’hôpital, MacLaren est rattaché à la Royal Canadian Air Force, tout juste fondée. En 1919, il est promu major (entre capitaine et lieutenant-colonel dans l'armée française). On lui attribue le commandement des pilotes canadiens qui se trouvent en Angleterre alors qu’ils sont transférés au sein de la nouvelle formation canadienne. Il retourne au Canada durant une permission à la fin de l’année 1919 et épouse Verna Harrison de Calgary. Il revient cependant en Angleterre en février 1920 pour finalement démissionner de la Royal Canadian Air Force plus tard la même année.
De nouveau au Canada, il forme la Canadian Pacific Airways, qui sera par la suite rachetée par la compagnie Western Canada Airways (en). Par la suite il occupe différents postes au sein de Western Canada Airways, Canadian Airways (en) et chez les Lignes aériennes Trans-Canada.
Pendant la Seconde Guerre mondiale, Donald MacLaren participe à la formation de la Ligue des cadets de l'Air du Canada et en devient le président en 1944.

### Décès et postérité
Donald MacLaren meurt le 4 juillet 1988, à l’âge de 95 ans. Il a servi dans le 46 Squadron RFC/RAF, aux côtés de VM Yeates, auteur d’un roman sur la Grande Guerre, intitulé Winged Victory, au sein duquel Tom Cundall, le personnage principal, est un commandant de vol canadien nommé « Mac ». Il est fort probable que ce surnom lui fut attribué en hommage à Donald MacLaren.